# Gdy zapada zmrok
Gdy zapada zmrok (ang. Darkness Falls lub When Darkness Falls) – amerykańsko-australijski horror filmowy z 2003 roku, wyreżyserowany przez Jonathana Liebesmana. Premiera filmu miała miejsce 24 stycznia 2003 roku w Stanach Zjednoczonych.
Aktorka Emma Caulfield za swoją rolę (oraz występ w serialu telewizyjnym Buffy: Postrach wampirów) zdobyła w 2003 roku nagrodę Cinescape Genre Face of the Future Award podczas ceremonii Academy of Science Fiction, Fantasy & Horror Films, USA. Film nominowano także do Teen Choice Award w kategorii najlepszy horror/thriller oraz w tej samej kategorii do nagrody Golden Trailer.

## Obsada
- Emma Caulfield jako Caitlin Greene
- Chaney Kley jako Kyle Walsh
- Lee Cormie jako Michael Greene
- Emily Browning jako młoda Caitlin Greene
- Grant Piro jako Larry Fleishman
- Sullivan Stapleton jako oficer Matt Henry
- Steve Mouzakis jako dr Peter Murphy

## Fabuła
Po 150 latach do miasteczka wraca zlinczowana przed laty kobieta. Zjawia się pod postacią Zębowej Wróżki, by zemścić się na potomkach osób, które doprowadziły do jej wygnania. Jedyną osobą, która może ją pokonać jest Kyle. Twierdzi on, że jako dziecko obudził się i zobaczył pochylającą się nad nim Zębową Wróżkę, która usiłowała go zabić.